# Mirela Pașca
Mirela Ana Pașca, née le 19 février 1975 à Baia Mare (Roumanie), est une gymnaste artistique roumaine.

## Palmarès

### Jeux olympiques
- Barcelone 1992
  -  médaille d'argent au concours par équipes

### Championnats du monde
- Indianapolis 1991
  -  médaille de bronze au concours par équipes
- Paris 1992
  -  médaille de bronze aux barres asymétriques

### Championnats d'Europe
- Athènes 1990
  -  médaille d'or aux barres asymétriques